# 차량한계
차량한계(車輛限界)는 차량이 안전하게 지정된 노선을 운행하기 위하여 규정된 차량의 길이와 너비, 높이 등 외형 치수를 규정해 둔 것이다.

## 개요
차량한계의 개념을 사용하는 운송수단은 크게 자동차와 철도로 구분된다.

### 자동차의 차량한계
자동차의 경우 차량한계의 개념이 존재하나 한국 내에서는 이러한 용어로 호칭하지 않으며, 그 기준에 대해서는 더 포괄적인 값을 포함하는 설계기준자동차로 통칭한다. 설계기준자동차는 소형자동차, 대형자동차, 세미트레일러의 세 종류로 구분된다. 이 중 대형자동차의 경우 폭 2.5m, 높이 4.0m, 길이 13.0m로 규정된다.

### 철도의 차량한계
철도에 있어서의 차량한계는 철도차량의 안전을 확보하기 위하여 궤도위에 정지된 상태에서 측정한 철도차량의 길이와 너비 및 높이의 한계를 의미한다.
이것을 지정하여 두는 것은 터널 또는 기타 시설물에 의해서 차량이 접촉 파손되거나, 심지어 대형 사고로 발전하는 것을 방지하기 위한 것으로, 원칙적으로 이를 준수하지 못한 철도차량은 그 운행이 금지된다. 단, 차량한계를 초과하는 이른바 "특대화물"의 경우, 운송 구간 내에 열차운행에 지장을 초래하는 장애물이 있는지 여부를 조사, 검토하고, 감속 운행 등 열차의 안전운행에 필요한 조치를 한 이후에 운행이 허용된다.
차량한계는 또한 시설물의 건축시 준수되어야 하는 안전하게 운행될 수 있도록 궤도상에 설정한 일정한 공간인 건축한계와 관련이 깊다. 차량한계는 대개의 경우 건축한계보다 일정 치수만큼 작게 정해진다.
위와 같은 철도의 차량한계 개념은 타 국가에서도 그대로 통용되나, 그 구체적인 규격이나 형상 등은 상이할 수 있다.

## 한국철도의 차량한계

한국철도의 차량한계

한국의 차량한계는 경인철도주식회사의 경인선이 부설 과정에서 논란 끝에 건축한계 등이 결정되면서 확정되었다. 당시의 차량한계는 미국철도의 기준을 원용한 것이었다. 당시의 차량한계는 피트-인치 단위로 기재되어 있으나, 현재의 차량한계와 큰 차이를 가지진 않는다. 이후 일본의 영향력이 커졌을 시점에도 차량 한계를 포함한 각 제반 규격은 변경되지 않았으며, 오히려 남만주철도의 궤간 조정 등 과정에서 직통의 편의를 위해 원용되기도 하였으며, 1940년대 일본의 탄환열차 계획에서도 이런 직통 목적으로 원용되었다. 해방 이후에도 차량한계 규격은 지붕의 형상이나 전차선 설치 등과 관련된 부분 이외에 큰 수정을 겪지 않고 지금껏 이어지고 있다.
한국철도의 차량한계는 기본적으로 반원형 곡면을 가정하는, 폭이 줄어드는 차량 상단부를 기본 형태로 하고 있다. 또한, 일정 높이 이하는 승강장과의 접촉을 우려하여 약간 폭이 줄어든 형태를 취하고 있다. 개략적인 외형 치수는 다음과 같다.
- 너비: 3,400mm.

단, 높이 1,250mm 이하 부분의 폭은 3,200mm이며, 3,600mm이상의 윗 부분은 폭을 점차 줄임.
- 높이: 4,500mm.
- 집전장치 등 옥상장치에 높이 확대: 6,000mm.

단, 이 부분의 확대는 전차선 설치 규격에 따라 가변될 수 있음.
이러한 차량한계는 초과해서는 안되는 기준이기 때문에, 대개의 철도차량은 이보다 더 작은 규격으로 설계된다.

## 도시철도의 차량한계
한편, 일반철도의 차량한계와 별도로 지하철 등 도시철도에 대해서는 별도의 법 체계에 의한 차량한계가 규정되어 있다. 도시철도의 차량한계는 크게 대형전동차, 중형전동차, 고무차륜형식 경량전철, 철제차륜형식 경량전철의 4개 규격에 따라 세부적으로 규정되어 있다.

### 대형전동차
대형전동차는 위에 언급한 일반 철도선에서의 사용도 전제로 한 규격으로, 서울메트로와 서울도시철도공사 노선에 적용되는 차량한계이다. 대형전동차의 차량한계는 기본적으로 정방형에서 각 모서리를 일부 절취한 규격으로 되어 있으며, 그 수치는 다음과 같다.
- 차체길이: 19,500mm.
- 연결면간 길이: 20,000mm.
- 너비: 3,200mm.
- 높이: 4,250mm. 단, 4,750mm기준으로 기 구축된 시설물 및 교류구간을 운행할 경우 4,750mm까지 확대 가능.

### 중형전동차
중형전동차는 서울을 제외한 각 지방 도시의 지하철에 사용되는 규격이다. 전체 형상은 정방형에 모서리를 절취한 구조이다.
- 차체길이: 17,500mm.
- 연결면간 길이: 18,000mm.
- 너비: 2,800mm.
- 높이: 4,250mm. 단, 4,750mm기준으로 기 구축된 시설물 및 교류구간을 운행할 경우 4,750mm까지 확대 가능.

### 고무차륜형식 경량전철
고무차륜형식 경량전철은 부산지하철 등지에서 채용이 예정되어 있는 시스템으로, 일반철도와 유사하게 주행장치 부분을 좁게, 그리고 차체 부분을 넓게 잡고 있다.
- 차체길이: 9,140mm.
- 연결면간 길이: 9,640mm.
- 너비: 2,450mm. 단, 960mm 이하 부분의 폭은 1,960mm.
- 높이: 3,700mm.

### 철제차륜형식 경량전철
철제차륜형식 경량전철은 용인시의 경전철 사업인 에버라인 등에 채용이 예정되어 있는 시스템이다. 이하의 기준은 단차가 아닌, 2량 연결 차량을 기준으로 한 것이다.
- 차체길이: 25,600mm.(2량 기준)
- 연결면간 길이: 26,400mm.(2량 기준)
- 너비: 2,700mm. 단, 380mm 이하 부분의 폭은 2,290mm
- 높이: 3,600mm.

## 각국의 차량한계
각 국가의 차량한계는 UIC 505-1, 505-4, 505-5, 505-6, EN 15273 등 문서에서 다루고 있다. 유럽 국가간 철도 교통에서는 차량 한계의 최소 교집합인  UIC G1(UIC 505-1)을 사용하고 있다. 더 큰 차량한계에는 UIC GA, GB, GC 등이 있다. 일부 국가의 차량한계는 다음과 같다.

### 일본의 차량한계
일본의 차량한계는 크게 재래선(기존선)과 신칸센의 것으로 구분되며, 또한 각 사철 회사마다 사용하는 규격의 차이가 있다.
JR 재래선의 차량한계의 전체 형태는 한국의 것과 동일하나, 그 수치적인 규격은 다음과 같다.
- 너비: 3,000mm.
- 높이: 4,100mm.

신칸센 쪽의 차량한계는 재래선에 것보다 더 크며, 그 외형 역시 직사각형 형태로 더 넓게 설정되어 있다. 규격은 다음과 같다.
- 너비: 3,400mm.
- 높이: 4,500mm.

### 러시아의 차량 한계
러시아의 차량한계는 광궤 사용으로 인해 비교적 여유가 있는 편이다.
- 너비: 3,400mm.
- 높이: 5,300mm.

### 독일의 차량한계

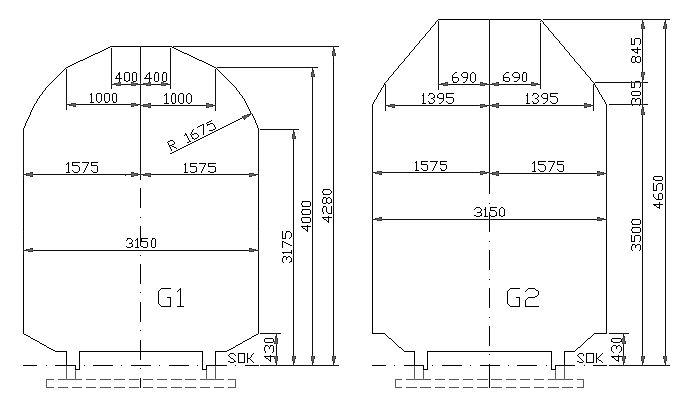
EBO에서 규정하는 독일의 차량한계(왼쪽: G1, 오른쪽: G2)

독일의 차량한계는 철도 건설 및 운영 규칙(Eisenbahn-Bau- und Betriebsordnung, EBO)에서 정의하고 있다. 국제선 운행용 차량한계 G1, 대형 차량용 차량한계 G2가 있다. 주요 간선은 G2 기준 차량이 진입할 수 있으며, 장기적으로는 더 큰 차량한계인 GC 기준으로 상향을 염두에 두고 있다.
독일의 차량한계는 다음과 같다.
- 너비: 3,150mm.
- 높이: 4,280mm (G1)/4,650mm (G2).

차량한계를 초과하는 화물(Lademaßüberschreitung) 수송 취급은 총 4가지가 규정되어 있다.
- LÜ Anton: 2층열차 등 차량한계의 높이만 초과하는 철도차량. 복선 구간에서 별도의 운행 제한이 없다.
- LÜ Berta: 전폭이 3500mm를 초과하지만 복선 선로의 선로간 중심점까지 초과하지 않는 차량. 복선 구간에서 일반 차량, LÜ Anton, LÜ Berta과만 교행할 수 있다.
- LÜ Cäsar: 전폭이 선로간 중심점을 초과하지만 복선 선로의 반대편 선로의 차량한계에는 도달하지 않는 차량. 일반 차량, LÜ Anton과만 교행할 수 있다.
- LÜ Dora: 전폭이 다른 선로를 침범하는 차량. 복선 선로에서 교행이 불가능하다.

### 남아프리카 공화국의 차량한계
남아프리카 공화국은 일본과 동일한 협궤를 사용하는 국가인데, 차량규격은 비교적 협소한 편이다.
- 너비: 3,048mm.
- 높이: 3,962mm.

## 참고 문헌
1. ↑  도로의 구조·시설기준에 관한 규칙 제5조(설계기준자동차)
2. ↑  철도차량 안전기준에 관한 규칙 제22조(차량한계)
3. ↑  철도차량운전규칙 제8조(차량의 적재 제한) 및 제9조(특대화물의 수송)
4. ↑  철도차량 안전기준에 관한 규칙 별표0
5. ↑  도시철도차량 안전기준에 관한 규칙 별표1
6. ↑  “Entstehungsgeschichte, Begründungen und Kommentare zur Ausarbeitung und Entwicklung der UIC-Merkblattreihen 505 und 506 mit dern Thema Begrenzungslinie”. UIC-Kodex. August 2010.
7. ↑  “Bahnanwendungen – Begrenzungslinien – Teil 1: Allgemeines”. Oktober 2017.
8. ↑  久保田博 저, 백남욱, 장경수 역(1999). 《철도차량 핸드북》. 기전연구사.
9. ↑  “Eisenbahn-Bau- und Betriebsordnung - EBO”. 2019년 10월 11일에 확인함.
10. ↑  DB Netz AG. “Grundsätze Lichtraum”. 2019년 12월 7일에 원본 문서에서 보존된 문서. 2019년 12월 7일에 확인함.

## 같이 보기
- 철도차량
- 건축한계